# Pan et la Syrinx
Pour les articles homonymes, voir Pan et Syrinx.
Pan et la Syrinx est une bande dessinée parodique de Fred (scénario) et Delinx (dessin) dans Pilote et Super Pocket Pilote en 1968 et 1969. L’ensemble est composé de 13 récits complets de 6 pages chacun. À cela, il convient de rajouter deux autres histoires de 8 planches parues dans Super Pocket Pilote lesquelles correspondent grosso modo à un demi-format usuel.

## Rapide historique
En ce début d’année 1968, Pilote a déjà une solide tradition de bandes dessinées humoristiques notamment en matière de parodies historiques. À titre d’exemple, Les Divagations de Monsieur Sait-Tout, de Martial et Goscinny entre 1961 et 1965 ont déjà donné des explications farfelues à diverses anecdotes historiques. La campagne de Grèce, courte série de 20 planches signées Azara et Crespin, revisite les guerres médiques (1965). Quant à l’Histoire de France en 80 gags de Pouzet et Reiser, elle fait les beaux jours de la revue depuis 1967.
Fred, qui est d’origine grecque, reprend le principe pour l’adapter à la mythologie grecque. Il s’associe à Mic Delinx pour lancer cette nouvelle série. Il est à noter que ce même Delinx avait déjà œuvré en 1964 sur les Jeux d’Olympie, BD humoristique co-signée par Crespin.

## Thème
Pan, jeune satyre, a coupé des roseaux de cuivre dans l’étang aux chimères et va demander à son copain, Eugène Vulcain, forgeron de son état, de fondre les roseaux pour lui confectionner un tuba. Or en soufflant sur son tuba, s’échappe une nymphe qui dit s’appeler Syrinx. Ensemble ils vont vivre des aventures loufoques ou poétiques mais toujours sous le prisme de la comédie.
À titre d’exemple, à leur première rencontre avec Pégase, le fameux cheval ailé est monté par Louis Blériot. C’est en quelque sorte pour « libérer » Pégase que Vulcain, à la demande de Pan, fabriquera à l’aviateur français son premier avion. C’est parce qu’il a pris un virage un peu trop large avec son char que Phaéton éteint le soleil. C’est grâce à la théorie des tubas communicants (sic) qu’Archimède va établir son principe, etc.
Au fil des histoires on constate que Fred était un fin connaisseur de la mythologie grecque, bien que dans la plupart des cas il utilise le nom romain et non grec : Vulcain plutôt qu’Héphaïstos, Hercule plutôt qu’Héraklès, Diane à la place d’Artémis, etc.
Mais comme pour ses autres créations, il pervertit les thèmes originaux pour leur donner souvent une dimension surréaliste d’où naîtra le comique. Ainsi, dans la mythologie classique, c’est parce qu’elle veut échapper à l’amour de Pan que Syrinx se transforme en roseaux. En coupant ces roseaux, le satyre assemble les morceaux pour créer ce qu’on appelle désormais la flûte de Pan mais aussi syrinx. Fred joue avec les règles, les inverse et insère des anachronismes volontaires ouvrant des portes vers l’insolite.
Aux exemples donnés plus haut on pourrait rajouter la rencontre de Diane chasseresse avec Guillaume Tell, l’entrée des Enfers qui correspond à celle d’un train fantôme...
À ce jour toutes ces histoires sont inédites en albums.

## Parutions

### Pilote
Le nombre précédant le titre de l'histoire correspond au n° du journal

#### 1968
- 428 Pan, la Syrinx et le forgeron (+ couverture du journal)
- 433 Pan, La Syrinx et Pégase
- 436 Pan, la Syrinx et le char du soleil
- 443 Pan, la Syrinx et Hercule
- 452 Pan, la Syrinx et le principe d’Archimède (+ couverture du journal)
- 455 Pan, la Syrinx et Diane
- 468 Pan, la Syrinx et le dragon (+ couverture du journal)
- 472 Pan, la Syrinx et Icare

#### 1969
- 483 Pan, la Syrinx et le tonneau des Danaïdes
- 498 Pan, la Syrinx et les Parques
- 505 Pan, la Syrinx et la descente aux enfers (+ couverture du journal)
- 509 Pan, la Syrinx et Tantale
- 519 Pan, la Syrinx et Prométhée

### Super Pocket Pilote

#### 1969
- 4 Pan, la Syrinx et Bacchus
- 5 Pan, la Syrinx et le pêcheur